# Campionato Internazionale 1927-1928
La stagione 1927-1928 è stato il diciottesimo Campionato Internazionale, e ha visto campione l'Hockey Club Rosey-Gstaad.

## Gruppi

### Serie Est
| St. Moritz 29 gennaio 1928 | St. Moritz | 1 – 3 referto | Davos |  |

### Serie Ovest

#### Semifinali
| Gstaad 8 gennaio 1928 | Rosey-Gstaad | 14 – 1 referto | Star Lausanne |  |

| Château-d'Oex 10 gennaio 1928 | Château-d'Œx | 6 – 2 referto | La Chaux-de-Fonds |  |

#### Finale
| Château-d'Oex 21 gennaio 1928 | Château-d'Œx | 1 – 13 referto | Rosey-Gstaad |  |

## Finale
| Gstaad 5 febbraio 1928 | Rosey-Gstaad | 4 – 3 referto | Davos |  |

## Verdetti
| Campionato Nazionale 1927-1928 | Campionato Nazionale 1927-1928 |
| ------------------------------ | ------------------------------ |
| Campionato Internazionale      | Rosey-Gstaad                   |